# Recinto ferial de IFEMA
El Recinto Ferial de IFEMA o Recinto Ferial Juan Carlos I es una instalación ferial permanente ubicada en Madrid (España). Pertenece a IFEMA.
Está situado en el distrito de Barajas. Cuenta con 200 000 m² cubiertos para exposiciones distribuidos en doce pabellones, un centro de convenciones de más de 10 000 m², así como con espacios y equipamientos necesarios para el óptimo desarrollo de las actividades que en él se desarrollan, como área de reuniones, auditorio para 600 asistentes, numerosos restaurantes y 14 000 plazas de aparcamiento.

## Historia
Comenzó a operar en 1980. Durante un tiempo los eventos organizados por IFEMA se desarrollaban en los pabellones del parque periurbano Casa de Campo. En 1991 el rey Juan Carlos inauguró un nuevo recinto ferial en una zona en desarrollo bautizada como Campo de las Naciones. Con el tiempo se fueron añadiendo pabellones al recinto. En el mismo Campo de las Naciones, junto al recinto ferial, se encuentra el Palacio de Congresos Municipal. El Palacio de Congresos Municipal estuvo gestionado por la empresa municipal Madridec (acrónimo de Madrid Espacios y Congresos), que gestionaba también otros espacios para eventos de la ciudad. Madridec quebró en 2013, fue disuelta como empresa y sus activos y deudas pasaron directamente al Ayuntamiento.

## Accesos en transporte público

### Autobús
| Línea | Terminales                                                                     |
| ----- | ------------------------------------------------------------------------------ |
| 73    | Diego de León - Feria de Madrid                                                |
| 112   | Mar de Cristal - Barrio del Aeropuerto                                         |
| 122   | Avenida de América - Feria de Madrid                                           |
| SE709 | Feria de Madrid - Hospital Isabel Zendal                                       |
| N3    | Cibeles - Feria de Madrid                                                      |
| 828   | Universidad Autónoma (Cantoblanco) - Alcobendas - Feria de Madrid - Canillejas |

### Metro
- Estación de Feria de Madrid.

## Otros usos
Tras el accidente de Spanair, ocurrido el 20 de agosto de 2008, se instaló un tanatorio improvisado en el pabellón número seis del recinto ferial de IFEMA, donde fueron trasladados los cuerpos de los fallecidos.

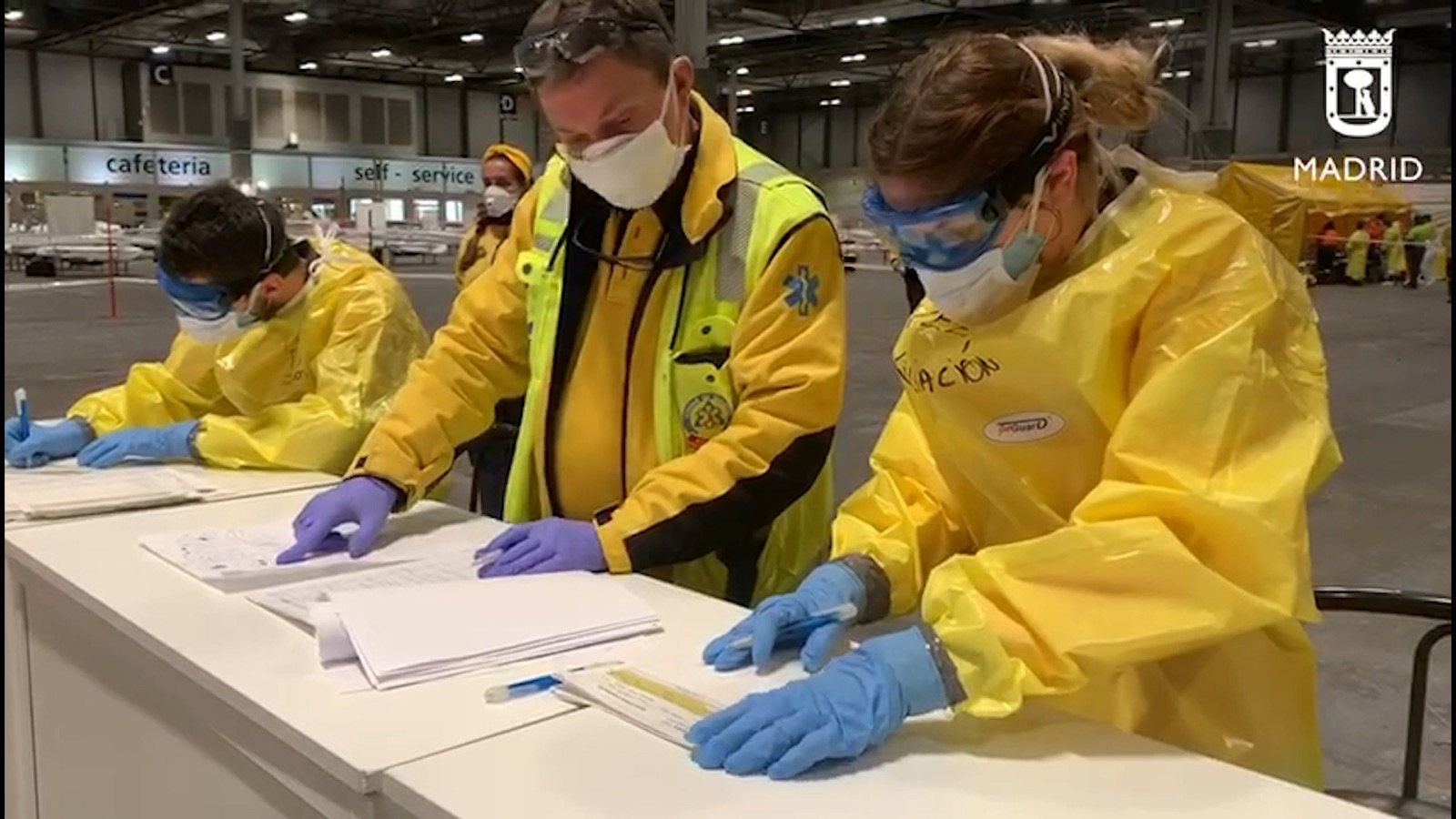
Personal sanitario en IFEMA en marzo de 2020

En respuesta a la pandemia de COVID-19, el 20 de marzo de 2020 se anunció la construcción conjunta de un hospital en IFEMA por parte de la administración de la Comunidad de Madrid, el Ministerio de Sanidad y la Unidad Militar de Emergencias (UME), con una capacidad máxima de 5000 camas y otras 500 de UCI. Anteriormente se había acondicionado el pabellón 14 como albergue para alojar a personas sin techo durante la pandemia. Dos días más tarde empezaron a llegar los primeros pacientes, y a 28 de marzo ya había 581. A esta fecha estaban operativos los pabellones 5 y 9, el 7 lo estaría en poco tiempo, y el 1 y el 3 están reservados por si fueran necesarios. El pabellón 10 está habilitado como almacén.